# Robert Calvert
Robert Calvert (9 mars 1945 – 14 août 1988) est un poète et musicien britannique.

## Biographie
Originaire d'Afrique du Sud (il est né à Pretoria), Calvert arrive en Angleterre à l'âge de deux ans. Il est principalement connu comme parolier et chanteur du groupe Hawkwind, de 1972 à 1973, puis de 1976 à 1979. Sous l'influence de son écriture, le groupe s'éloigne quelque peu du space rock de ses débuts pour produire une musique plus conventionnelle, aux accents parfois Darkwave. Cependant, Calvert souffre de trouble bipolaire, ce qui complique sa carrière musicale et finit par entraîner son départ du groupe.
Calvert poursuit également une carrière solo qui s'avèrera devenir une épreuve. Ses deux premiers disques sont des albums-concept semi-parodiques : Captain Lockheed and the Starfighters (1974) prend pour point de départ l'acquisition par l'Allemagne de l'Ouest d'une flotte de Lockheed F-104 Starfighter dans les années 1960, tandis que Lucky Leif and the Longships (1975) imagine ce à quoi aurait pu ressembler la musique populaire américaine si les Vikings avaient réussi à s'y implanter durablement.
Robert Calvert meurt le 14 août 1988 d'un infarctus du myocarde à Ramsgate, dans le Kent.

## Discographie

### En solo
- 1974 : Captain Lockheed and the Starfighters
- 1975 : Lucky Leif and the Longships
- 1981 : Hype
- 1984 : Freq
- 1986 : Test-Tube Conceived
- 1992 : Blueprints From the Cellar (démos)
- 2007 : Centigrade 232

### Avec Hawkwind
- 1973 : Space Ritual
- 1976 : Astounding Sounds, Amazing Music
- 1977 : Quark, Strangeness and Charm
- 1978 : 25 Years On
- 1979 : PXR5